# 知音体标题
知音体标题，简称知音体，是一种发源于网络的，以模仿杂志《知音》的文章命名方式，对童话，名著等的重新命名的一种恶搞形式，已知最早出现于2007年8月，天涯论坛的一则帖子。 被认为是标题党的一种衍生。后来发展到以知音体形式命名新闻事件，人物，用煽情的标题来吸引读者的文章标题。名称来源于《知音》。

## 网友恶搞
網友Vokalist在天涯论坛娱乐八卦版發帖：请大家用无敌、优雅、冷艳的“知音体标题”来给熟悉的童话、寓言、故事等重新命名。 
发贴者首先给《白雪公主》重新命名为《苦命的妹子啊，七个义薄云天的哥哥为你撑起小小的一片天》，随后网友们踊跃跟帖，跟帖者已达百人，《卖火柴的小女孩》、《嫦娥奔月》、《西游记》等名著，都被网友们恶搞。 
有网友还专门发帖总结了一些经验，来帮助网友们迅速熟悉并能写出“知音体标题”。还特别嘱咐重新命名的标题词语一定要华丽、情绪一定要哀怨等。 
- 包办婚姻，一场家破人亡的人间惨剧——《红楼梦》
- 过街老鼠发奋做飞行员和坦克手，低贱角色奏出生命最强音！——《舒克贝塔历险记》
- 新婚一个月，我发现丈夫是个杀人犯！——《蓝胡子》
- 从贫贱到自强，三兄弟的旷世畸恋——《三国演义》
- 震撼天地——孝顺女为父从军甘当魔鬼女大兵——《花木兰》
- 铸成大错的逃亡爱妻啊，射击冠军的丈夫等你悔悟归来——《嫦娥奔月》
- 只愿此生不再让你哭泣，让我穿越时空来拯救你——《机器猫》
- 甘采荆棘，大义妹子换得七位兄弟重归来——《野天鹅》
- 残忍啊，美丽姑娘竟然被火柴烧死的惊天血案——《卖火柴的小女孩》
- 冰冷的大西洋！带走我的爱人！一个富婆与穷画家的旷世畸恋——《泰坦尼克号》
- 苦命村娃高干女——一段被狠心岳母拆散的惊世恋情——《牛郎织女》
- 我那爱人打工妹哟，博士后为你隐姓埋名化身农民工——《唐伯虎点秋香》
- 我那文弱的书生哥哥啊，你可知痴心妹妹已为你等候千年——《新白娘子传奇》
- 痴心的少女，你甘为泡沫为何番？？？ ——《海的女儿》
- 三载漫漫上访路，结发妻终将重婚丈夫拉下马——《秦香莲》
- 海水与火焰的煎熬，我与他纠缠了半辈子的黑白孽缘——《黑猫警长》
- 泡仔宝典，身份卑微的我是这样勾引到王子的——《灰姑娘》

隨后， 發展成對網絡紅人以及綜藝節目的惡搞如：
- 一场车祸改变了她的一生——花样少女身残志坚在人生的舞台上翩翩起舞——芙蓉姐姐
- 一朵红花一段情，朵朵红花段段情，她用强有力的臂膀虏获住千万少男那腼腆的心——杨二车娜姆
- 十三少男被囚城堡受虐，接连消失被遗惨遭毒手——快乐男声
- 整容失败，谁能还她一个完整的下巴——红楼梦中人

## 评价
有评论认为，这是网民对《知音》杂志的低俗化风格的一种反击，是以恶搞的方式对抗恶俗。 一些普通市民则认为这仅仅是恶搞的另一种形式，无伤大雅。只是反映了人们在不同时代的价值取向。反对者则认为拿名著开涮是一种很不道德的行为，应该以于制止。 一些专家则表示强烈抗议，认为这种行为有碍中华文化的传播，会影响到青少年。《知音》杂志负责人也出面表示，他们不介意网民拿知音体标题开玩笑。